# Улица Хельсинкского союза
Улица Хельсинкского союза (до 2024 года — улица Ломоносова) (укр. Вулиця Ґельсінської спілки) — улица в Деснянском районе города Чернигова. Пролегает от улицы Ганжевская до проспекта Левка Лукьяненко (улицы Рокоссовского). Начало улицы расположено на линии трассировки проспекта Победы с реконструкцией усадебной застройки под многоэтажную жилую застройку, согласно «Генеральному плану Чернигова».  
Примыкают улицы Алексея Флёрова, Афанасия Шафонского, Земская, Александра Лазаревского, Нежинская, Прилукская (Таранущенко).

## История
Еленинская улица была проложена в период 1908-1916 годы и застроена индивидуальными домами. Изначально состояла из двух кварталов, позже улица была продлена. Первые четыре квартала (до примыкания улицы Александра Лазаревского) застроены до начала 20 века, остальная часть улицы — начало-середина 20 века.
В 1927 году Еленинская улица переименована на улица Коллонтай — в честь советского дипломата Александры Михайловны Коллонтай. 
В 1960 году улица Коллонтай переименована на улица Ломоносова — в честь русского учёного-естествоиспытателя Михаила Васильевича Ломоносова.
С целью проведения политики очищения городского пространства от топонимов, которые возвеличивают, увековечивают, пропагандируют или символизируют Российскую Федерацию и Республику Беларусь, 10 июля 2024 года улица получила современное название — в честь Украинского Хельсинкского союза, согласно Решению Черниговского городского совета № 41/VIII-7 «Про переименование улиц в городе Чернигове» («Про перейменування вулиць у місті Чернігові»).

## Застройка
Улица проложена в северном направлении — большая часть параллельно проспекту Михаила Грушевского (улице 1 Мая). Парная и непарная стороны улицы занята усадебной застройкой. 
Учреждения: нет